# Maryna Aleksijiva
Maryna Antonivna Aleksijiva (ukrainska: Марина Антонівна Алексіїва), född 29 maj 2001, är en ukrainsk konstsimmare. Hennes tvillingsyster, Vladyslava Aleksijiva, tävlar också i konstsim.

## Karriär
I juli 2017 vid VM i Budapest var Aleksijiva en del av Ukrainas lag som tog silver i kombination och brons i det fria programmet. I augusti 2018 vid EM i Glasgow var hon en del av ukrainska laget som tog guld i kombination samt silver i både det fria och tekniska programmet. I juli 2019 vid VM i Gwangju var Aleksijiva en del av Ukrainas lag som tog tog guld i highlight samt brons i det tekniska programmet, det fria programmet och i fri kombination.
I maj 2021 vid EM i Budapest var Aleksijiva en del av Ukrainas lag som tog guld i det fria programmet, kombination och highlight samt silver i det tekniska programmet. I augusti 2021 vid OS i Tokyo tog hon brons med det ukrainska laget i lagtävlingen i konstsim.
I juni 2022 vid VM i Budapest tog Aleksijiva totalt fem medaljer (två guld och tre silver). Tillsammans med sin tvillingsyster Vladyslava Aleksijiva tog hon silver i både det tekniska och fria programmet för par. Aleksijiva var även en del av Ukrainas lag som tog guld i fri kombination och highlight samt silver i det fria programmet. I augusti 2022 vid EM i Rom tog hon totalt sex guld. Tillsammans med tvillingsystern Vladyslava tog Aleksijiva guld i både det fria och tekniska programmet för par. Hon var även en del av det ukrainska laget som tog guld i det fria programmet, det tekniska programmet, fri kombination samt i highlight.
I juni 2023 vid europeiska spelen i Kraków-Małopolska tog Aleksijiva silver tillsammans med sin tvillingsyster Vladyslava i det fria parprogrammet samt var en del av Ukrainas lag som tog silver i det akrobatiska lagprogrammet. Följande månad vid VM i Fukuoka var hon en del av Ukrainas lag som tog brons i det fria lagprogrammet.
I februari 2024 vid VM i Doha var Aleksijiva en del av Ukrainas lag som tog silver i det akrobatiska lagprogrammet.